# Oak Hill (Ohio)
Oak Hill é uma vila localizada no estado norte-americano de Ohio, no Condado de Jackson.

## Demografia
Segundo o censo norte-americano de 2000, a sua população era de 1685 habitantes.
Em 2006, foi estimada uma população de 1647, um decréscimo de 38 (-2.3%).

## Geografia
De acordo com o United States Census Bureau tem uma área de
3,0 km², dos quais 3,0 km² cobertos por terra e 0,0 km² cobertos por água. Oak Hill localiza-se a aproximadamente 203 m acima do nível do mar.

## Localidades na vizinhança
O diagrama seguinte representa as localidades num raio de 24 km ao redor de Oak Hill.